# Vía Colectora Rocafuerte-El Rodeo
La Vía Colectora Rocafuerte-El Rodeo (E39) es una vía secundaria de sentido norte-sur ubicada en la Provincia de Manabí.  Esta se inicia en la Troncal del Pacífico (E15) a la altura de la localidad de Rocafuerte (la Troncal del Pacífico no bordea la costa en este sector). A partir de Rocafuerte, la colectora se extiende en sentido general suroriental hasta finalizar su recorrido en la Transversal Central (E30) en el la localidad de El Rodeo.

## Concesiones
La Vía Colectora Rocafuerte-El Rodeo (E39) está concesionada en su totalidad al consorcio privado CONVIAL (integrado por las empresas Hidalgo e Hidalgo S.A. y Verdú S.A.) por lo que es necesario el pago de peajes a lo largo de su recorrido.

## Localidades destacables
De oeste a este:
- Rocafuerte, Manabí
- El Rodeo, Manabí